# 奥尔塞讷
奥尔塞讷（法語：Orsennes，法語發音：[ɔʁsɛn]）是法国安德尔省的一个市镇，位于该省南部，属于拉沙特尔区。

## 地理
奥尔塞讷（46°28'33"N, 1°40'58"E）面积49.28 平方千米，位于法国中央-卢瓦尔河谷大区安德尔省，该省份为法国中部省份，北起卢瓦-谢尔省，西北接安德尔-卢瓦尔省，西南接维埃纳省，南至克勒兹省和上维埃纳省，东临谢尔省。
与奥尔塞讷接壤的市镇（或旧市镇、城区）包括：梅阿讷、克吕、加尔日莱斯-当皮埃尔、卢杜埃圣米歇尔、马耶、马利科尔奈、蒙舍夫里耶、波米耶、圣普朗泰尔。

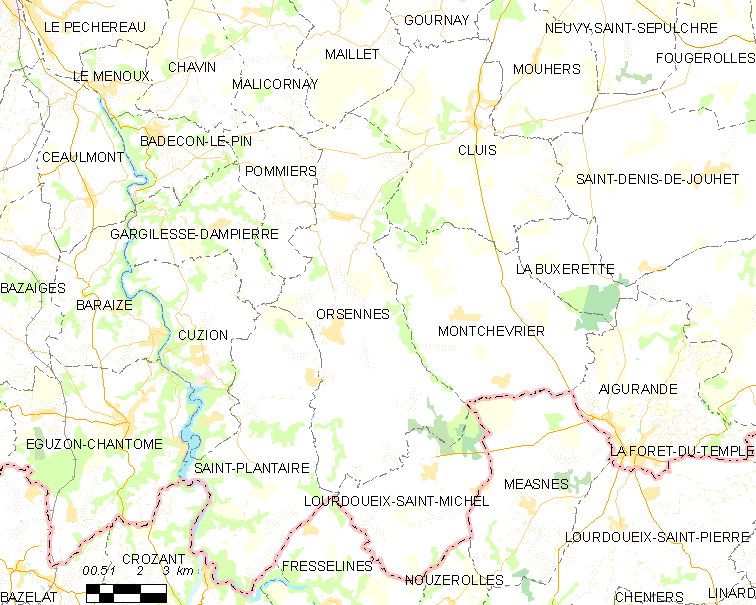
奥尔塞讷的OSM定位图

奥尔塞讷的时区为UTC+01:00、UTC+02:00（夏令时）。

## 行政
奥尔塞讷的邮政编码为36190，INSEE市镇编码为36146。

## 政治
奥尔塞讷所属的省级选区为讷维圣塞皮尔克县。

## 人口

1962-2008年间奥尔塞讷人口变化图示

奥尔塞讷于2022年1月1日时的人口数量为705人。